# Magdalena Lamparska
Magdalena Lamparska (sinh ngày 6 tháng 1 năm 1988 tại Słupsk) là một diễn viên điện ảnh và diễn viên sân khấu người Ba Lan. Năm 2011, cô tốt nghiệp Học viện Sân khấu Nhà nước Aleksander Zelwerowicz ở Warsaw.
Magdalena Lamparska trở nên nổi tiếng tại Ba Lan nhờ vào vai diễn Marta trong sê-ri phim truyền hình 39 and a Half (tiếng Ba Lan: 39 i pół) (2008-2009). Năm 2008, cô đóng vai Elka trong phim điện ảnh hợp tác giữa Nga và Ba Lan mang tên Just Not Now (tiếng Nga: Только не сейчас, tiếng Ba Lan: Tylko nie teraz),. Nhờ tác phẩm này, cô vinh dự nhận giải thưởng Nữ diễn viên xuất sắc nhắt tại Liên hoan phim Nga lần thứ 8 Amur Fall (2010) diễn ra tại Moskva.

## Thành tích nghệ thuật
- Jutro idziemy do kina, 2007
- Tylko nie teraz/Tolko ne seychas, 2008
- 39 i pół, 2008–2009
- Zero, 2009
- Możesz być kim chcesz?, 2009
- Na dobre i na złe (tập 432), 2010
- Hotel 52, 2010–2011
- Ojciec Mateusz (tập 76), 2011
- Sałatka z bakłażana,[6] 2011
- Big Love, 2012
- True Law (tập 28), 2012
- To nie koniec świata, 2013
- Bogowie, 2014
- No Panic, With a Hint of Hysteria, 2016
- The Zookeeper's Wife, 2017
- 365 Days, 2020